# 蓋爾冰川
蓋爾冰川是南極洲的冰川，位於維多利亞地的博克格雷溫克海岸，全長16公里，發源自休珀納爾山東南面，最終在邦克海崖以北注入馬里納冰川，由新西蘭探險隊以地質學家命名。
73°3′S 166°32′E / 73.050°S 166.533°E